# Antrodiaetus pugnax
Antrodiaetus pugnax es una especie de araña del género Antrodiaetus, familia Antrodiaetidae. Fue descrita científicamente por Chamberlin en 1917.
Se distribuye por Canadá y los Estados Unidos. La especie se mantiene activa durante los meses de enero, abril, mayo, julio, agosto, septiembre, octubre y noviembre.